# エファンデル・スノ
エファンデル・スノ（Evander Sno, 1987年4月9日 - ）は、オランダ・南ホラント州ドルトレヒト出身の元サッカー選手。現役時代のポジションはMF（センターハーフ）。
名前のエファンデルは、元ボクシングヘビー級統一世界王者イベンダー・ホリフィールドに因んでいる。

## 経歴
アヤックス・アカデミーの出身だが、当時のユース責任者であったダニー・ブリントと反りが合わず退団。その後自らライバルチームであるフェイエノールトの門を叩き、入団を果たした。NACブレダ在籍時には、ゴールキーパーを除く殆どのポジションで起用されユーティリティの高さを覗かせている。
セルティックFC時代の監督であったゴードン・ストラカンによってセンターハーフとしてポジションを固定されると、才能が開花。スコットランドでの活躍によりマルコ・ファン・バステンに注目され、A代表にも招集された。
2008年夏、古巣アヤックス・アムステルダムと3年契約を結ぶ。2009年8月31日、イングランドのブリストル・シティFCにレンタル移籍した。当時リザーブチームでプレーしていた2010年9月の試合中に心臓停止を起こしている。以降、体内除細動器を使用している。
アヤックスとの契約が満了後、イタリアのジェノアCFCへ移籍する予定だったが、メディカルチェックで引っ掛かり破談となった。最終的にRKCヴァールヴァイクと1年契約で移籍。
RKCでの活躍もあり、ローダJCも獲得に興味を示していたが、2012年6月6日、NECナイメヘンと2年契約で移籍。同年9月29日のフェイエノールト戦で、体内除細動器が作動したことによる胸の異常を訴え、途中退場した。
2012-13シーズンよりNECナイメヘンと1年契約を交わしたがアレックス・パストール監督と対立し、2013年4月1日にクラブとの契約を解除した。同年10月よりRKCヴァールヴァイクでプレー。2014年6月4日、ジュピラー・プロ・リーグに昇格したKVCウェステルローに延長オプション付きの1年契約で移籍したが、同年末にクラブとの双方合意に基づき退団した。
2015年2月にADOデン・ハーグと交渉したものの正式契約には至らず、以降はフリーの状態が続いた。2016年12月12日、翌年よりRKCに1年半の契約で復帰することが発表された。
2017-18シーズンより、エールステ・クラッセのDHSCユトレヒトへ移籍した。ここではRKC時代のチームメイトであったロドニー・スナイデルと再会した。
2018年に現役引退を表明した。

## タイトル
クラブ
セルティック
- スコティッシュ・プレミアリーグ : 2006-07, 2007-08
- スコティッシュカップ : 2007

アヤックス
- エールディヴィジ : 2010–11